# Planetella hieronymi
Planetella hieronymi är en tvåvingeart som först beskrevs av Jean-Jacques Kieffer 1909.  Planetella hieronymi ingår i släktet Planetella och familjen gallmyggor.
Artens utbredningsområde är Tyskland. Inga underarter finns listade i Catalogue of Life.